# 지로프트

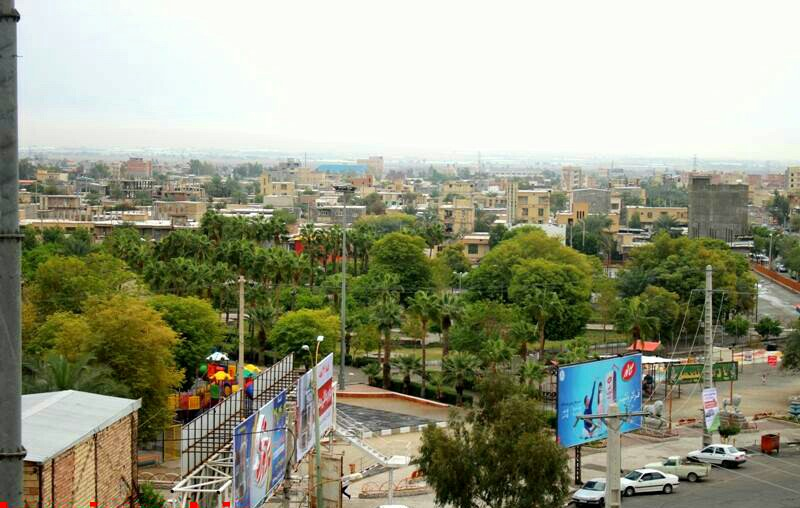

지로프트는 이란 케르만주의 도시이다. 케르만 시의 남쪽 230km에 위치하며, 테헤란에서는 1375km 떨어져 있다. 인구는 약 21만이며 과거 사브제와란으로도 불렸다. 지로프트는 비옥한 토지 때문에 헨데쿠착(작은 인도)으로 유명하다.
지로프트는 거대한 평원 할릴 루드에 위치하였다.
그것은 발리즈 산의 남쪽에 있으며 두 강의 사이에 위치한다.
도시의 평균 해발고도는 650미터로 기후는 여름에는 따뜻하고 겨울에는 적절하다.
그곳은 이란과 세계에서 최고 더운 곳중의 하나로 1933년 9월에는 49도에 달하였다.
지로프트의 고대 마을의 유적은 현재 도시에서 단지 1 km 떨어져 있다.
지로프트라는 이름은 최근 고고학회에 잘알려지게 되었다. 왜냐하면 이란의 문화재청이 수천년된 고대 도시가 지로프트 근처에 묻혀있음을 발표하였기 때문이다.